# Regresión de vidas pasadas
La regresión de vidas pasadas es una técnica que utiliza la hipnosis o los estados de consciencia alterados para recuperar lo que parecen ser recuerdos de vidas o encarnaciones pasadas. La regresión a vidas pasadas suele realizarse ya sea para encaminarse en la búsqueda de una experiencia espiritual personal o para un desarrollo psicoterapéutico. Cierta parte de los partidarios de esta teoría tienen creencias relativas sobre la reencarnación, aunque las tradiciones religiosas que incorporan la doctrina de la reencarnación, por lo general, no incluyen la idea de la noción de los recuerdos reprimidos de vidas pasadas.
La técnica utilizada durante la regresión a vidas pasadas conlleva que el paciente responda a una serie de preguntas mientras que, en un estado de consciencia alterada o hipnótico inducido, revela paulatinamente la identidad de experiencia de la infancia, experiencias de supuestas vidas diferentes, que no coinciden con la presente y sucesos acaecidos durante el transcurso de estas experiencias. Un método similar al que se utiliza en la terapia de recuerdos recuperados y que de manera muy análoga, tergiversa la memoria como un fiel registro de los hechos acaecidos anteriormente, en lugar de un conjunto elaborado de recuerdos. 
La fuente de los recuerdos es desconocida y quizás se deba a la criptomnesia, ya que ambas combinan experiencias, conocimientos, imaginaciones y sugestiones u orientaciones que aplica el terapeuta de un recuerdo de una existencia anterior. Una vez que estén creados, los recuerdos son indistinguibles de las memorias basadas en hechos ocurridos durante la vida del sujeto. Los recuerdos que se han ido registrando en las consultas con pacientes durante la regresión a vidas pasadas se han estado investigando minuciosamente, y revelaron inexactitudes históricas que son fácilmente explicables a través de un conocimiento básico de la historia, elementos de la cultura popular o de libros que tratan sobre acontecimientos históricos. Por otro lado el paciente experimenta una sanación asociada a la comprensión de dichas experiencias. Las terapias llevadas a cabo con sujetos sometidos a regresiones de vidas pasadas indican que no es necesaria una creencia sobre la reencarnación y, en todo caso, se produce una comprensión, entendimiento o una moraleja.

## Historia

### Mitología
En la literatura de la antigua india, los Upanishads hacen mención a regresiones de vidas pasadas en variados textos escritos, aunque los Yoga sutra de Patañjali se adentran más en el concepto y con mayor detalle. Durante el siglo segundo después de cristo, el erudito hindú Patañjali barajó la idea de que el alma imponía un excedente acopio de impresiones como parte del karma procedente de vidas anteriores. Patañjali llamaba al proceso de regresión a vidas pasadas prati-prasav (literalmente "parto inverso" o "nacimiento inverso") y vio como abordar los problemas actuales a través de los recuerdos de vidas pasadas. Algunos tipos de yoga continúan utilizando la técnica prati-prasav como práctica.
En la mitología religiosa de China, la deidad Meng Po, también conocida como la "Señora del Olvido", impide a las almas que puedan recordar sus vidas anteriores: ella les da una bebida agridulce y amarga que borra todos los recuerdos que puedan ascender a la rueda de las reencarnaciones.

### Edad Moderna
En la era moderna, fueron los trabajos realizados por Helena Blavatsky, cofundadora de la Sociedad Teosófica, algunos de los primeros conocidos, pero su enfoque estaba más cerca de la parte mágica que un trabajo para ayudar a las personas en mejorar sus vidas.
De una forma más científica, desde 1882 hasta 1930, los miembros franceses e italianos de la Sociedad de Investigación Psíquica (fundada en Londres en 1882), descubrieron varios casos de personas que pudieron recordar sus vidas previas.
El tipo de metodología usada para recordar sus vidas pasadas fue seguido con investigaciones más amplias por los investigadores, aplicando los métodos de psiquiatría tradicional.
Otra metodología usada en la investigación de la reencarnación fue una técnica llamada hipnoterapia. Uno de los pioneros en las técnicas de regresiones fue Coronel Albert de Rochas (1905).
Todo esto desapareció posteriormente, hasta volver a aparecer tímidamente a mediados del siglo pasado, en la década de 1960 de la mano de Morris Netherton, que aplicaba una forma de trabajar muy intuitiva en sus trabajos de regresión, con un enfoque totalmente práctico para ayudar a las personas a superar y solucionar diferentes tipos de problemas personales.
Y posteriormente, y catapultado por el éxito literario de su primer libro, "Muchos Vidas, Muchos Maestros", Brian Weiss logró que las terapias de Regresiones salieran de la ignorancia del gran púbico a ser una técnica bastante conocida.
Esto ha llevado a que, si de aplican las Técnicas de Regresión de forma seria, deben seguir los pasos de estos terapeutas y alejarse de cualquier aspecto de investigación mística o supuestamente espiritual, que nunca podemos tener la certeza de ser ciertas, sólo se mantienen en la subjetividad. Sin embargo, cuando se aplican de forma terapéutica es la propia mejora del paciente quién nos dice si lo que se está realizando tiene sentido o no. Únicamente los resultados son los que validan y avalan las experiencias.
Actualmente, siempre dentro de un ámbito serio, se llama "Terapia de Regresiones de Vidas Pasadas" abarca no sólo las vidas pasadas, sino todas aquellas áreas del pasado de la persona que puedan estar influyendo de forma negativa en su vida actual. Esto es el mismo principio que en psicología, que indican que ciertos problemas se producen por traumas olvidados del pasado. La diferencia fundamental es que la psiquiatría y psicología tradicional no consideran que se puedan explorar recuerdos de ciertas edades muy tempranas o de la vida prenatal, y menos vidas pasadas. Sin embargo, en las Regresiones esto es algo habitual.
Por otra parte, tal como hemos señalado, el fin es el mismo: buscar que las personas puedan mejorar sus vidas. Otro tipo de cuestiones como explorar qué sucedió en el pasado o el campo psíquico no son aproximaciones serias a esta técnica ya que se alejan de su finalidad.
- Datos: Q15845925